# Háblame de amor
Háblame de amor (trad.: Fale-Me de Amor) é uma telenovela mexicana exibida pela Azteca e produzida por Luis Vélez e Rossana Arau em 1999. 
É um remake da novela Amor en silencio, produzida pela Televisa em 1988.
A trama apresenta duas fases: A primeira foi protagonizada por Danna García e Bruno Bichir com antagonização de Alma Delfina, Oscar Flores, Patricia Pereyra e José Alonso. 
Já a segunda fase foi protagonizada por Danna García e Mauricio Ochmann e antagonizada por Alma Delfina e Oscar Flores.

## Enredo
Háblame de Amor é uma historia de amor dividida em duas partes: Na primeira parte se apresenta o intenso, romântico e trágico amor de Julia e Esteban. Eles são um casal que se amam profundamente, mas existem inimigos que desejam separará-los. A raiz de um brutal assassinato, Erika tem que fazer cargo de Max, o filho de seu irmão. Max viu o crime de seus pais e a partir desse momento não poderá voltar a falar e ficará mudo e só poderá falar a linguagem do amor. Mais tarde Erika dá à luz uma menina chamada Jimena que será o amor de Max. Esteban e Julia finalmente se casam, mas quando pensam que poderão desfrutar toda a vida de seu amor, morrem em um acidente de avião.
Outra tragedia que marcará a vida de todos. A segunda etapa da historia começa aqui. Agora Jimena es una mulher e Max ainda sem poder recuperar a fala já é um homem e eles tentarão realizar seu amor sem palavras, apesar que o destino e seu passado distanciá-los como fizeram com seus pais.

## Elenco
- Danna García – Julia / Jimena
- Bruno Bichir – Esteban
- Jose Alonso – Guillermo Toledo
- Julieta Egurrola – Laura
- Alma Delfina – Adriana
- Patricia Pereyra – Norma
- Fabian Corres – Rodrigo / Carlos
- Mauricio Ochmann – Maximiliano
- Ximena Rubio – Daniela
- Ana Laura Espinosa – Karina
- Aylin Mujica – Lucia
- Mayra Rojas – Lourdes
- Fernando Becerril – Alonso
- Carmen Delgado – Esther
- Leonardo Daniel – Armando Aguilar
- Miguel Couturier – Horacio
- Rene Gatica – Sergio
- Carlos Torres Torrija – Alvaro
- Jose Carlos Rodriguez – Gumaro
- Mark Tacher – Leo Aguilar
- Alejandro Gaytán – Juan Antonio
- Concepcion Marquez – Aurora
- Rodrigo Zurita – Carlos
- Jorge Levy – Dr. Mendoza
- Fernando Ciangherotti - Pedro